# UVW mapping
UVW mapping (UVW-розгортка) - це процес створення розгортки текстурної карти з третьою координатою W для подальшого накладання її на 3D-об'єкт.

## UVW map
Функція «UVW map» в комп'ютерній графіці призначена для UV- та UVW-розгорток. Сюди писати лише те, що зв’язано з третьою текстурною координатою (W).
Малювання та фототекстури використовують лише дві координати: U та V. У випадку автоматично згенерованих текстур чи мультитекстурування можлива третя координата – W, глибина в так званому континуумі текстур. Наприклад: W=0 може бути піском, W=1 – камінням, а проміжні значення – піском, з якого виглядає каміння. Будь-які цілі значення W відповідають деякому каналу текстурних карт (анг. Map Channel). Таким чином всі карти, канал яких дорівнює даному значенню W (каналу), будуть оформлені відповідно до розгортки з цим каналом текстурних карт.
Теоретично можливі четверта та п’ята і.т.д. координати, але графічне апаратне забезпечення, накладаючи текстури, проводить перетворення та відкидає третю координату. UVW-перетворення використовує вилучену координату для переходів від однієї текстури до іншої: це надає реалістичності, не змінюючи суттєво конструкцію відеоплати.

## UV-перетворення
UV-перетворення або розгортка в тривимірному просторі (анг. UV map) – відповідність між координатами на поверхні тривимірного об’єкта (X, Y, Z) та координатами на текстурі (U, V). Значення U та V зазвичай змінюються від 0 до 1. Розгортка може створюватися власноруч, або ж – автоматично. (Flatter-, Normal- , Unfold mapping)
Сучасне тривимірне апаратне забезпечення передбачає, що UV-перетворення у межах трикутника афінне – тому досить задати U та V для кожної з вершин трикутника. Як саме стикувати трикутники один з одним, визначає 3D-художник, і вміння будувати вдалу розгортку – один з показників його класу. Існує декілька суперечливих показників якості розгортки:
- Максимально повне використання площі текстури. В цілому, в залежності від розриву між мінімальними і максимальними системними вимогами, на краях розгортки в текстурі потрібен певний «припуск» на генерацію текстур меншого розміру;
- Відсутність областей з недостатньою або надлишковою деталізацією текстури;
- Відсутність областей з надлишковими геометричними спотвореннями;
- Схожість зі стандартними ракурсами, з яких малюється або фотографується об'єкт – спрощує роботу художника по текстурах;
- Мінімум «швів» - ліній, що відповідають одному ребру, але розташованих у різних місцях текстури. Повністю без швів обійтись неможливо, але бажано, щоб вони збігались з природними «розривами» поверхні – швами одягу, місцями зчленування тощо. В тих місцях, де треба підкреслити розрив поверхні, шви навіть бажані: в моделюванні персонажів Dota 2 брали участь аматори з усього світу, і керівництво з моделювання вимагало щоб очі були окремим «острівцем» розгортки.
- Для частково симетричних об’єктів - вдале поєднання симетричних і асиметричних ділянок розгортки. Симетрія збільшує деталізацію і спрощує роботу художника по текстурах; асиметричні деталі «оживляють» об’єкт.

## Приклад: циліндрична проєкція
В картографії циліндрична проєкція – сімейство проєкцій, які перетворюють меридіани у вертикалі (U=const), а паралелі в горизонталі (V=const). Одна з циліндричних проєкцій (φ — широта, [−π; π]; λ — довгота, [−½π; ½π])
Подібне перетворення можна застосувати в комп’ютерній графіці, щоб накласти текстуру земної поверхні на тривимірну сферу. За цими метриками:
- Використання площі текстури: відмінно. Використана вся площа текстури.
- Відсутність областей з недостатньою/надлишковою деталізацією: середнє. Біля полюсів є надлишок деталізації.
- Подібність до стандартних ракурсів: добре. Така проєкція схожа на звичайні картографічні, хоча і не збігається з ними.
- Відсутність швів: відмінно. Існує єдиний шов по меридіану (между U=0 и U=1). Шов можна зробити максимально непомітним, розмістивши на його місці океан; також циклічно замістивши текстуру, можна акуратно промалювати шов, а після того змістити на вихідне положення.
- Геометричне спотворення: погано. Чим ближче до полюсів, тим більше спотворюється текстура.
- Симетрія: незастосовно. Глобус не симетричний.

## Див.також
- UV mapping
- Текстура (тривимірна графіка)